# لاريسا لام
لاريسا لام (بالإنجليزية: Larissa Lam)‏ هي مغنية مؤلفة وملحنة ومنتجة أسطوانات أمريكية، ولدت في 17 يونيو 1975.

## وصلات خارجية
- الموقع الرسمي
- لاريسا لام على موقع IMDb (الإنجليزية)